# Reino de Holanda
El Reino de Holanda (neerlandés: Koninkrijk Holland; en francés: Royaume de Hollande) fue un estado satélite instaurado por Napoleón Bonaparte para su tercer hermano, Luis Bonaparte, para así controlar mejor los Países Bajos. El nombre de la provincia principal, Holanda, fue utilizado entonces para nombrar al país entero.
El rey Luis no satisfizo las expectativas que Napoleón tenía puestas sobre él —intentó servir a los intereses neerlandeses en vez de a los de su hermano— y el reino se disolvió en 1810, después de lo cual, los Países Bajos se anexionaron a Francia hasta 1813. El reino de Holanda cubría el territorio correspondiente a los actuales Países Bajos, con la excepción de Limburgo y partes de Zelanda, que eran territorios franceses. Frisia oriental y Jever (actualmente en Alemania) también eran parte del Reino según los estipulado en los Tratados de Tilsit.

## Escudo de Armas
Luis Bonaparte, el hermano de Napoleón, se instauró como Rey de Holanda el 5 de junio de 1806. En un principio, el escudo de armas del nuevo reino iba a parecerse al del Reino de Italia: un águila llevando un escudo —con el escudo de los Países Bajos Unidos, el león coronado rey. En diciembre de 1806, A. Renodi diseña el nuevo escudo en París, con el águila napoleónica y el león de los Países Bajos Unidos. Alrededor del escudo estaba el mandato francés del ‘Grand Aigle’. Detrás del escudo había —típico en la heráldica napoleónica— cetros cruzados y por encima del escudo la estrella de Napoleón. 
El 20 de mayo de 1807, el rey Luis —ahora llamado ‘Lodewijk’— altera el escudo de armas, añadiendo un casco, sustituyendo la estrella de su hermano y quitando el mandato del Grand Aigle por el texto en neerlandés ‘Eendracht maakt macht’ (en español: La unión hace la fuerza). Como ejemplo de la innovación de la heráldica napoleónica son las dos manos que salen de las nubes detrás del escudo con espadas, designando al Rey Luis como ‘Connétable de France’.

Escudo de armas del Reino de Holanda (1806)
Escudo de armas del Reino de Holanda (1808)